# 羅綺
羅 綺（ら き、生年不詳 - 1458年）は、明代の官僚。本貫は磁州滏陽県。

## 生涯
1430年（宣徳5年）、進士に及第した。1435年（宣徳10年）、英宗が即位すると、羅綺は監察御史に任じられ、直隸巡按や福建巡按をつとめ、有能で知られた。
1444年（正統9年）、羅綺は参賛寧夏軍務をつとめた。1445年（正統10年）に交代すべきところ、寧夏の軍民が右都御史の陳鎰のところを訪れて羅綺の留任を請願した。このことが奏聞されて、羅綺は参賛寧夏軍務に再任された。ほどなく参賛軍務のまま大理寺右丞に抜擢された。ときに羅綺は王振の党与である指揮の任信と陳斌を弾劾した。1446年（正統11年）4月、任信と陳斌が羅綺の違法の案件を暴くと、総兵官の黄真に再調査の命が下された。黄真は羅綺がいつも宦官を「老奴」と罵倒していたと告げて、王振を激怒させた。羅綺は北京に召還された。法司が金銭で罪を贖わせようとしたため、王振は改めて錦衣衛に再審させた。指揮同知の馬順が犯罪として立件し、羅綺は一兵士として遼東に流された。1449年（正統14年）、景泰帝が即位すると、羅綺は冤罪を訴えたが、聞き入れられなかった。1450年（景泰元年）5月、兵部尚書の于謙と戸部尚書の金濂の推薦により、羅綺は北京に召還されて大理寺右丞の官にもどされた。6月、大理寺右少卿に進み、礼部侍郎の李実の副使としてオイラトに派遣され、英宗の身柄返還の交渉にあたった。10月、刑部左侍郎に抜擢された。
1451年（景泰2年）2月、羅綺は雲南・四川に出向して軍の物資の輸送を監督した。ほどなく寇深に代わって松潘に駐屯した。1452年（景泰3年）、雪児卜寨の首領の卓労が煙崇寨の阿児結らを糾合してたびたび進攻したため、羅綺は卓労と阿児結を生け捕りにして市で斬った。ときに土司の王永・高茂林・董敏らがお互いを仇として殺し合い、明の守将はかれらを掣肘することができなかった。1456年（景泰7年）、羅綺は王永の根拠地を襲撃して王永を殺した。また黒虎諸塞のチベット系民族を撃破し、350人を斬首した。
1457年（天順元年）、羅綺は北京に召還されて左副都御史となり、功により二品の禄を賜った。御史の張鵬と楊瑄が石亨を弾劾した。石亨は羅綺と耿九疇がこの弾劾を使嗾したと反訴した。羅綺は獄に下されて、広東参政に降格された。羅綺は恨みに思って赴任しなかった。1458年（天順2年）閏2月、羅綺が英宗の宦官重用を非難し、香木を王振の形に刻んで葬り、「朝廷の失政により吾輩は降格された」と発言したと告発する上奏がなされた。羅綺は下吏に逮捕されて、死刑に処された。家の財産は没収され、家族の男性は一兵士として辺境に流され、女性は浣衣局に入れられた。成化帝が即位すると、赦令により民とされ、その資産を返還された。